# توماس س. كراجسكي
توماس س. كراجسكي (بالإنجليزية: Thomas C. Krajeski)‏ دبلوماسي أمريكي. كان سفير الولايات المتحدة إلى اليمن من 2004 إلى 2007 ثم سفير الولايات المتحدة إلى البحرين من 2011 إلى 2014.

## السيرة
ولد كراجسكي في جروفلاند بماساتشوستس. تخرج من جامعة ماساتشوستس في أمهيرست وجامعة ولاية كارولينا الشمالية في تشابل هيل في تخصص اللغة الروسية وآدابها.
خدم في سفارات الولايات المتحدة في كاتماندو بالنيبال من 1980 إلى 1982 ثم في مدراس بالهند من 1982 إلى 1984 ثم في المكتب الصحفي بوزارة الخارجية في عام 1985 ثم في وارسو ببولندا من 1985 إلى 1988. استغل الفترة من 1990 إلى 1992 لتعلم اللغة العربية في معهد الخدمة الخارجية ثم خدم في القاهرة بمصر حتى عام 1997. من 1997 إلى 2001 شغل منصب القنصل العام في دبي بالإمارات. من 2001 إلى 2004 عمل في مكتب شؤون الشرق الأدنى في وزارة الخارجية. من يوليو إلى أكتوبر 2003 شغل منصب المستشار السياسي لبول بريمر قائد سلطة الائتلاف المؤقتة في العراق. من 2004 إلى 2007 شغل منصب سفير الولايات المتحدة إلى اليمن في صنعاء. من 2008 إلى 2009 خدم مرة أخرى في بغداد.
في عام 2007 حصل على جائزة الرئيس للخدمة المدنية الاتحادية المتميزة. تلقى أيضا خمس جوائز شرف عليا. منذ أغسطس 2009 شغل منصب نائب أول لرئيس جامعة الدفاع الوطني كما قام بتدريس السياسة الخارجية.
في 30 يونيو 2011 تم ترشيحه من قبل الرئيس باراك أوباما ليكون سفير الولايات المتحدة لدى مملكة البحرين. في أكتوبر وافق مجلس الشيوخ الأميركي على تعيينه وقد استلم منصبه الجديد في 22 نوفمبر. استمر حتى 20 ديسمبر 2014. في عام 2015 تم تعيينه في منصب كبير مستشاري المقاتلين الأجانب في الحرب الأهلية السورية والعراقية.